# Colle della Cayolle
Il Colle della Caiolla (in francese Col de la Cayolle) è un valico alpino francese che si trova nelle Alpi Marittime ed unisce la Valle dell'Ubaye (dipartimento delle Alpi dell'Alta Provenza) e la valle del Varo (dipartimento delle Alpi Marittime). Si trova all'est del Monte Pelat (3052 m) tra la Cima del Garrets (2822 m) e la Testa del Gipiera (2626 m). Sul versante sud si trova il piccolo e intermittente Lago della Caiolla. Il colle è attraversato dalla Route des Grandes Alpes..